# Nowa Wieś (Kobylanki)
Nowa Wieś – część wsi Kobylanki w Polsce, położona w województwie wielkopolskim, w powiecie konińskim, w gminie Skulsk.
W latach 1975–1998 Nowa Wieś administracyjnie należała do województwa konińskiego.